# Carex siroumensis
Carex siroumensis är en halvgräsart som beskrevs av Gen-Iti Koidzumi. Carex siroumensis ingår i släktet starrar, och familjen halvgräs. Inga underarter finns listade i Catalogue of Life.